# نيني (ملكة)
نيني ، هي ملكة مصرية قديمة غير حاكمة أو زوجة ملك ، عاشت في عهد الأسرة الثالثة عشرة ، و هي زوجة الملك سوبك حتب الثالث.

## المعروف عنها
تظهر الملكة نيني مع الملكة سنب حنعس على لوحة في وادي الهول تجمعهما بأم الملك أوهت آبو ، و تقف الملكة نيني خلف الملكة سنب حنعس مما يدل على أنها زوجة ثانوية ، و الملكة نيني هي أم أميرتين من بنات الملك سوبك حتب الثالث هما : يوحت إبو فنچي و ددت عنقت ، و اللقب الوحيد الذي تحمله الملكة نيني هو زوجة الملك ،و هو اللقب العادي لملكات هذه الفترة ، و ليس هناك شيء آخر معروف عنها.

## ألقابها
- زوجة الملك.[1]